# Neues Bauen

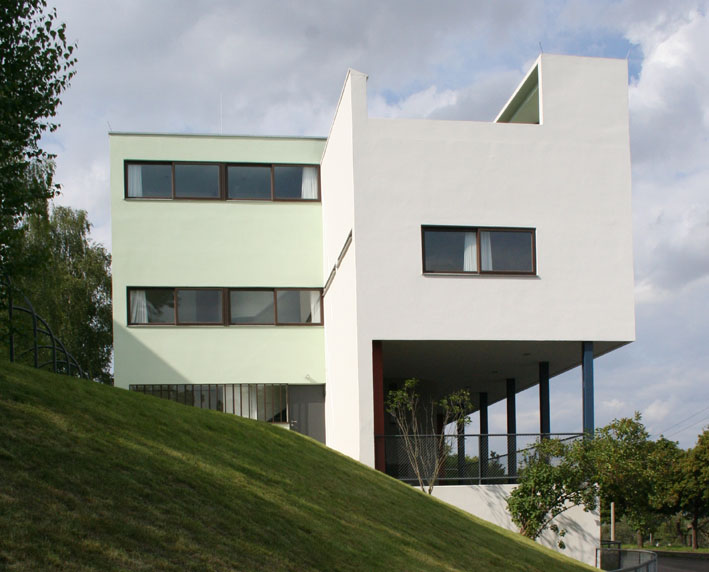
Bâtiment de Le Corbusier, Stuttgart.

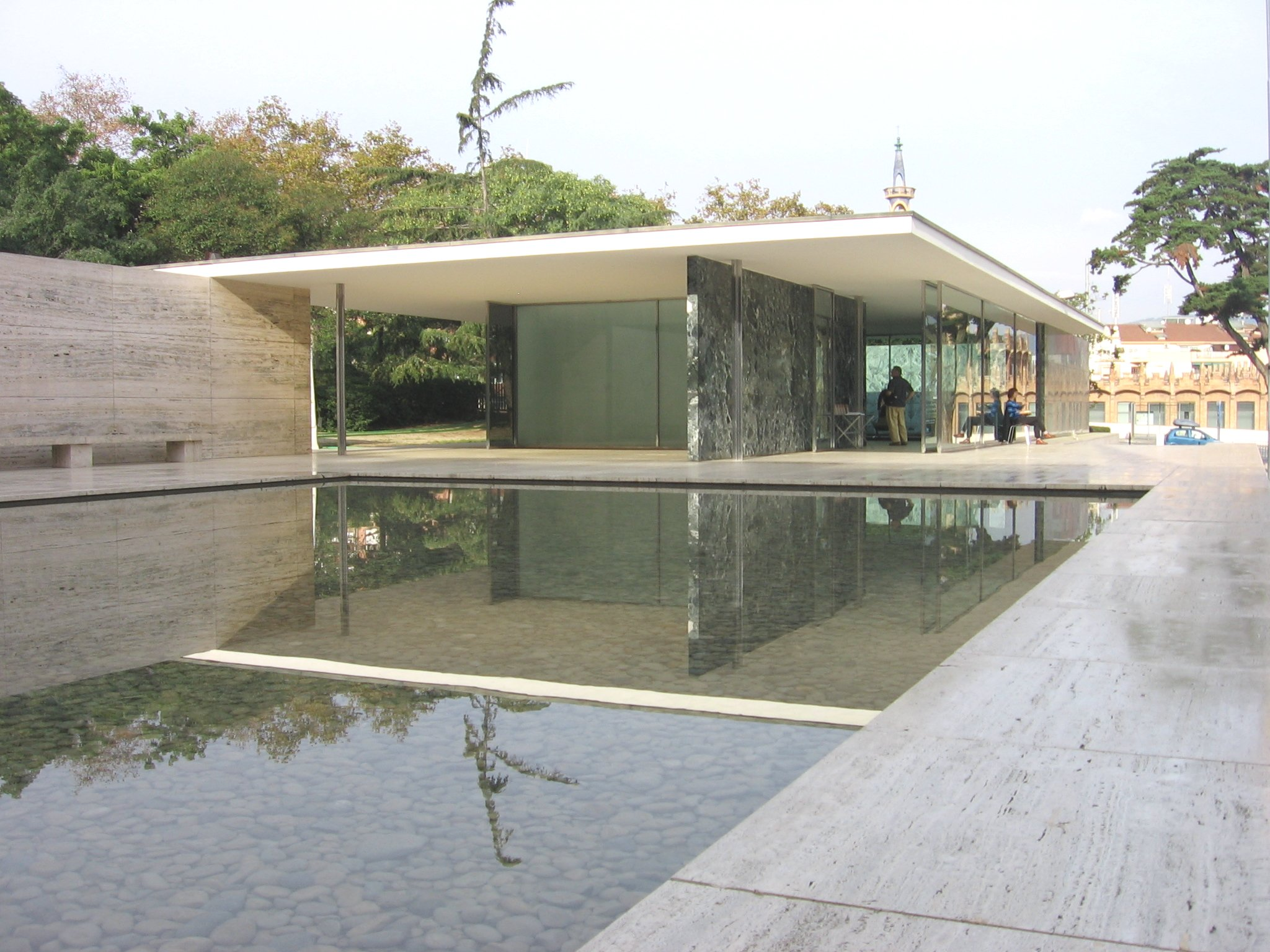
Mies van der Rohe : Pavillon allemand de Barcelone (1929), comme référence du « Mouvement moderne » : une expérience spatiale inédite, avec l'absence d'espaces fermés et la relation de chaque espace avec les zones adjacentes intérieures ou extérieures.

Le Neues Bauen est un courant de l'architecture et de l'urbanisme qui s'est épanoui en Allemagne entre la Belle Époque et la république de Weimar (c'est-à-dire entre les années 1910 et 1930). Il est contemporain des mouvements architecturaux de la Nouvelle Objectivité et de De Stijl aux Pays-Bas. Les manifestations de ce courant sont, pour la didactique et la doctrine, le Bauhaus et, dans l'art de la construction, le programme Nouveau Francfort, premier grand projet à la fois urbanistique et social. Les orientations du Neues Bauen l'opposaient au courant néo-germanique traditionaliste, d’inspiration conservatrice.
Le concept de Neues Bauen vient du premier manifeste Neues Bauen – Grundlagen zur praktischen Siedlungstätigkeit de l'architecte Erwin Anton Gutkind (1919).
Neues Bauen se proposait d'imposer un nouvel art de bâtir par l'emploi de nouveaux matériaux de construction et de décoration, par leur emploi rationnel, en mettant en valeur leurs particularités, ainsi que par une ordonnance intérieure dépouillée : ainsi la responsabilité sociale de l'architecte (plus de soleil, d'air et de lumière à l'opposé des immeubles dortoirs avec arrière-cours et pièces trop étroites) prenait une place centrale. C'est selon ces canons que furent aménagés de nombreux lotissements, souvent entrepris dans les municipalités à majorité social-démocrate.

## Bouleversements sociaux
Depuis le milieu du XIXe siècle, sous l'effet de la révolution industrielle, les règles et les moyens de construction évoluaient peu à peu. L'exode rural et la restructuration du monde du travail créaient une demande croissante du logement, à laquelle il fallait bien faire face. Les villes étaient en proie à un développement anarchique des banlieues et à la fièvre spéculative, des courées aux façades rouge sombre cernaient des jardins minuscules et dépourvus de lumière. Simultanément, de nouveaux matériaux de construction : le fer, le verre puis le béton étaient de plus en plus appréciés et plus facilement disponibles. Joseph Paxton avait démontré dès 1851 la possibilité d'utiliser des éléments préfabriqués d'acier et de verre avec son chef-d’œuvre, le Crystal Palace de Londres. Gustave Eiffel avait montré en toutes les possibilités de la charpente métallique avec la tour Eiffel de Paris. De nouvelles techniques de construction apparaissaient : acier moulé, charpente métallique, vastes galeries éclairantes et parois préfabriquées, qui amenaient avec elles une nouvelle esthétique architecturale. D'abord imposées par le constructivisme, ces nouvelles techniques gagnèrent le secteur du logement et furent employées dans la construction des immeubles de rapport.

## Pionniers
C'est d'abord l’École de Chicago qui fit l'usage systématique de ces techniques dans la construction de logements et d'immeubles de bureau. Louis Henry Sullivan, avec son manifeste form follows function (1890), formula ce qui allait être le credo de Neues Bauen.
Si Auguste Perret fut en Europe l'un des premiers architectes à exploiter les avantages du béton armé dans la construction de logements collectifs, en Allemagne aussi, les architectes étaient conscients de la polyvalence de cette technique, et s'appuyèrent dessus pour imposer la « Construction moderne » (Neues Bauen). Ils se regroupèrent en 1907 au sein de la Deutscher Werkbund, se promettant de doter l’« Ère du Machinisme » de bâtiments fonctionnels, faisant table rase de l’histoire, et ne considérant que les propriétés des nouveaux matériaux.

« Les temps nouveaux appellent un sens nouveau. Une forme raisonnée, affranchie de tout hasard, des contrastes clairs, des lignes directrices, l'alignement d'éléments identiques et l'unité entre forme et couleur deviendront, en accord avec l’économie et l'énergie de notre mode de vie, l'armature esthétique de l'artiste-constructeur moderne »

— Walter GropiusIndustriebauten, 1913
Les tensions sociales et la crise du logement invitaient à concilier les exigences fonctionnelles et spatiales avec les revendications sociales. Les bouleversements politiques secouaient l'Allemagne après la signature du Traité de Versailles, de sorte qu'après 1918, Bruno Taut, Walter Gropius, Hans Scharoun et Carl Krayl analysèrent les fondements sociaux du Neues Bauen dans une correspondance privée, réunie sous le titre de Die gläserne Kette : ces réflexions allaient déboucher sur la naissance de l'architecture expressionniste.

## Principes

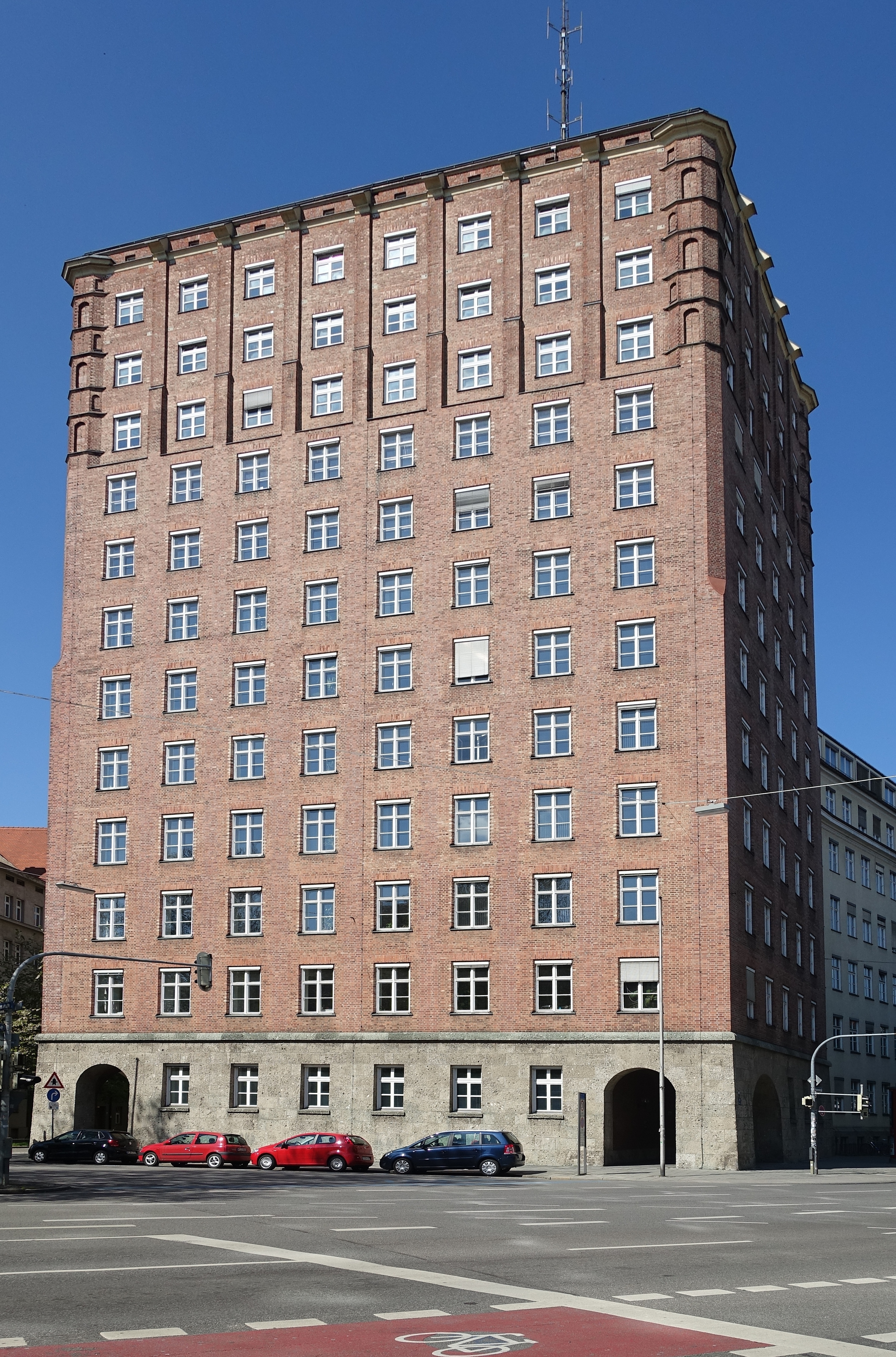
Le Hochhaus, plus ancien gratte-ciel de Munich (1929).

Le Neues Bauen imposa un usage conséquent de ces nouveaux matériaux qu'étaient alors le verre à vitre, l'acier, le béton et la brique industrielle. Ils permettaient surtout de construire des édifices de géométrie simple, ou composés d'éléments simples en maîtrisant le coûts des travaux : formes parallélépipédiques simples, volumes s'interpénétrant, refends, acrotères et consoles insolites Cette grammaire « cubiste » des formes n'était certes pas une nouveauté : ne la discernait-on pas déjà, disait Loos, dans l’architecture cycladique? Mais le nouveau langage architectural s'articulait, lui, autour d'un souci fondamental d’économie :
Économie sociale
La crise du logement et la nécessité qui en résulte de construire des grands ensembles poussent à la simplicité, la décoration est considérée comme un investissement superflu. La plastique simple jette des défis esthétiques d'autant plus grands aux ambitions du projet.
Économie constructive
La réduction des éléments porteurs et les concentrations d'efforts ouvrent des possibilités nouvelles – des formes plus libres et des facilités de construction.
Économie stylistique
Le rigorisme formel et l'ascèse voulue des formes expriment la recherche d'universalité et d'objectivité, elles deviennent un objectif artistique.

## Principaux représentants

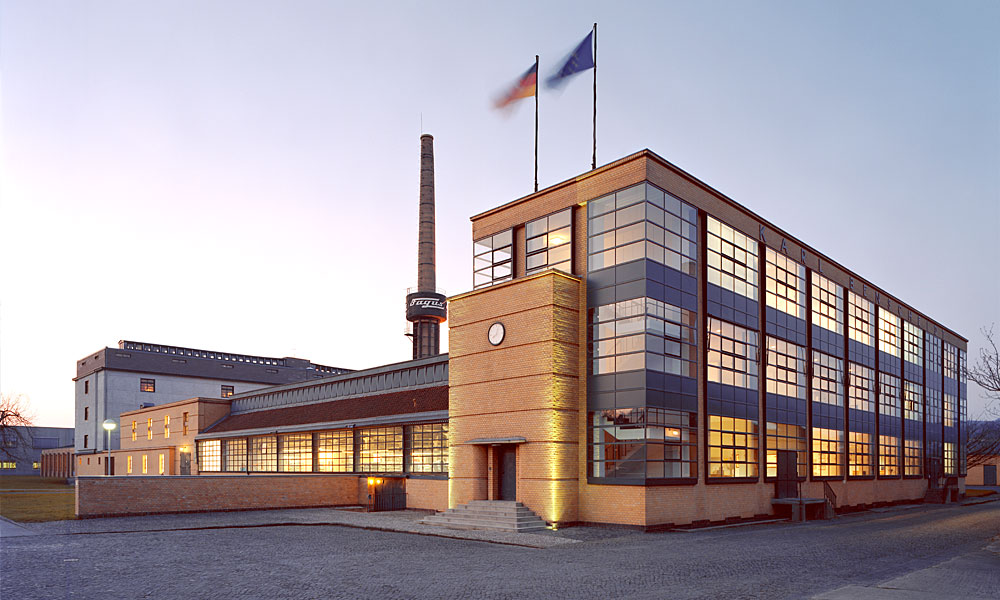
L’usine Fagus d’Alfeld (1911) constitue l’une des premières manifestations des aspirations du Neues Bauen de Walter Gropius et d’Adolf Meyer.

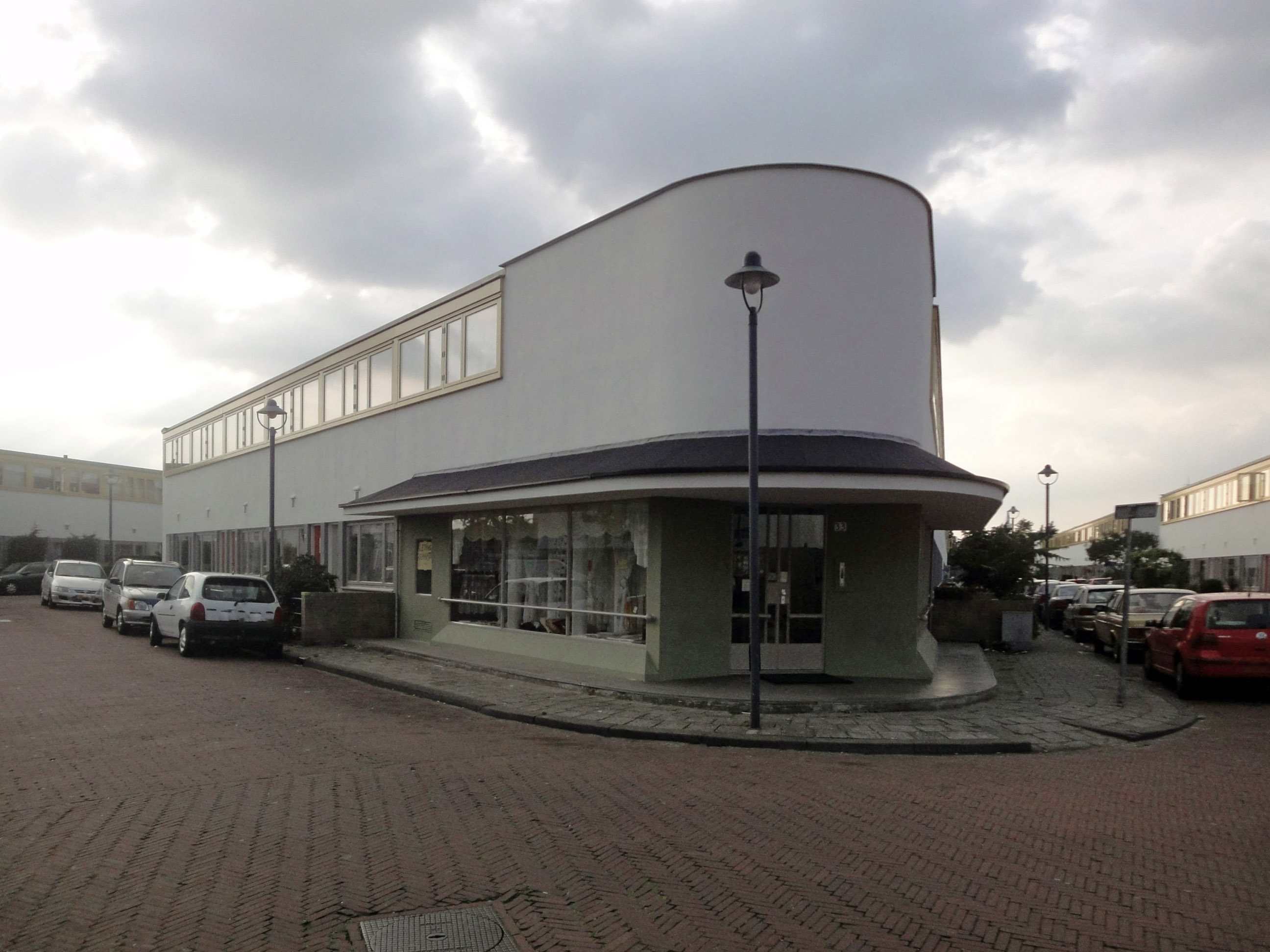
La barre Kiefhoek à Rotterdam

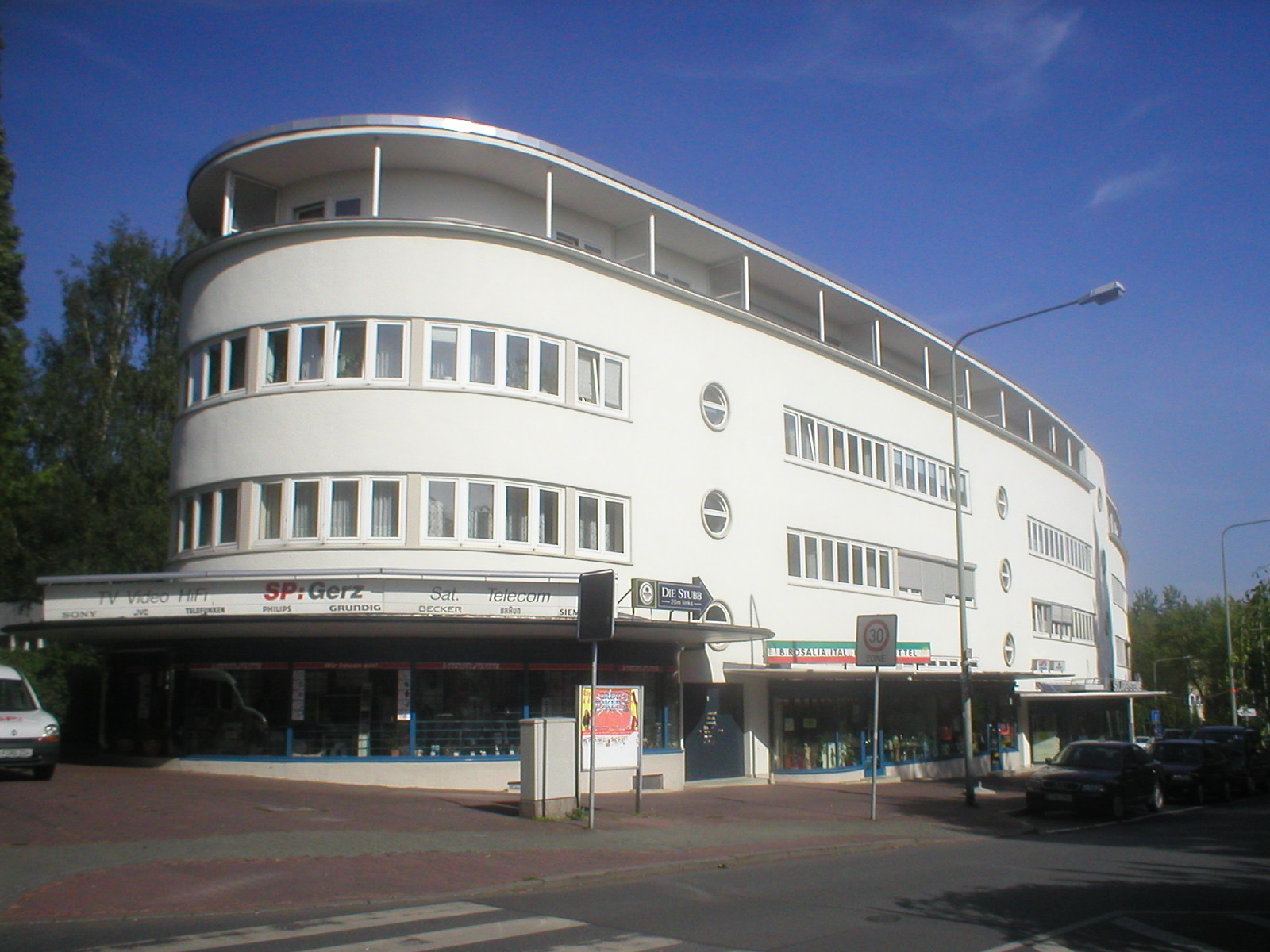
La Rotonde, dans le quartier romain de Francfort.

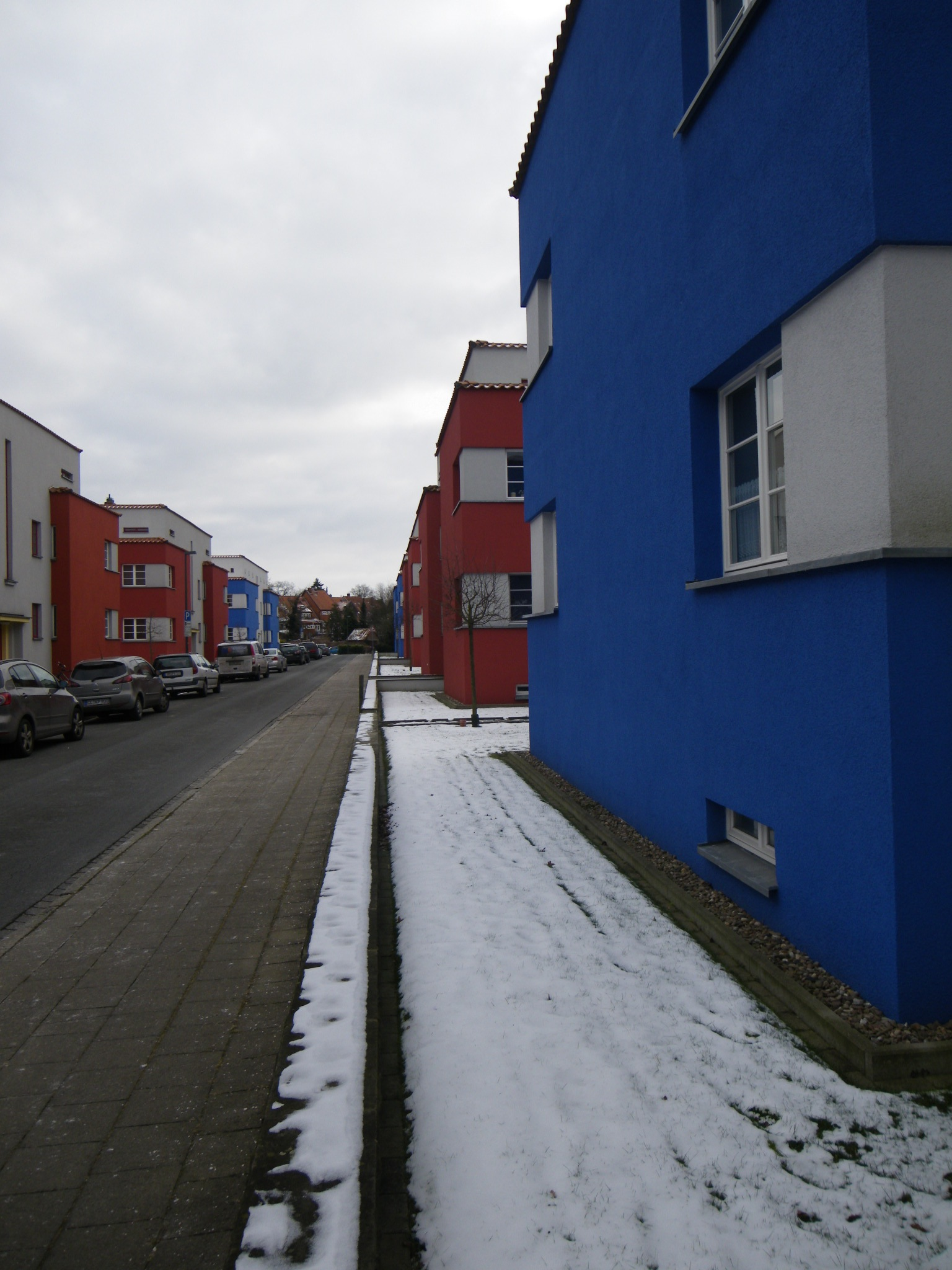
« Jardins à l'Italienne » à Celle (1924-25).

Les principaux représentants de Neues Bauen furent (par ordre alphabetique): Alvar Aalto, Le Corbusier, Walter Gropius, Hugo Häring, Otto Haesler, Carl Krayl, Adolf Loos, Ernst May, Erich Mendelsohn, Hannes Meyer, Pier Luigi Nervi, Gustav Oelsner, Jacobus Johannes Pieter Oud, Bruno Paul, Ludwig Mies van der Rohe, Gualtiero Galmanini, Gerrit Rietveld, Wilhelm Riphahn, Hans Scharoun, Piero Portaluppi, Thilo Schoder, Mart Stam, Bruno Taut, Max Taut, Jørn Utzon, Robert Vorhoelzer et Konrad Wachsmann.
Neues Bauen s'est épanoui au sein des artistes du Deutscher Werkbund et a fixé les canons diffusés par la suite par le Bauhaus. Ce mouvement a dominé pendant plus de cinquante ans l'architecture d'habitation en Europe.
La nouvelle architecture a parfois été considérée comme une curiosité, comme en témoignent d'innombrables cartes postales et photographies familiales, où le photographe a exploité certains éléments architecturaux typiques pour créer un effet de surprise ou de dépaysement.

### Voir également
- Dorothee Huber, Historisches Lexikon der Schweiz (lire en ligne), « Neues Bauen »
- Wolfram Lübbeke, Historisches Lexikon Bayerns (lire en ligne), « Neues Bauen »
- (en) Fostinum: German Modernism and Neues Bauen
- Nouvelle Objectivité (architecture)
  - Nouveau Francfort (et ses conséquences : Das neue Wiesbaden)
- Congrès international d'architecture moderne
- Arbeitsrat für Kunst
- Cités du modernisme de Berlin – quartier typique du Neues Bauen, classé au Patrimoine mondial de l'UNESCO
- la Cité de la Cour blanche à Stuttgart
- Angersiedlung – un exemple de quartier d'habitation à Magdebourg
- Ensembles Otto Haesler: Quartier de Dammerstock à Karlsruhe, quartier Rothenberg à Cassel, quartier „Italienischer Garten“ à Celle.
- Le courant néerlandais De Stijl
- Liste der Wiener Gemeindebauten und Städtischer Wohnungsbau im Roten Wien
- Ernst-May-Gesellschaft, cherche à promouvoir l'héritage de Neues Bauen.

## Crédits
- (de) Cet article est partiellement ou en totalité issu de l’article de Wikipédia en allemand intitulé « Neues Bauen » (voir la liste des auteurs).